# Timothy B. Spahr
Timothy B. Spahr, född 1970, är en amerikansk astronom.
Minor Planet Center listar honom som T. B. Spahr och som upptäckare av 58 asteroider.
Han upptäckte även de båda periodiska kometerna 171P/Spahr och P/1998 U4.
Den 19 oktober 1999 upptäckte han och projektet Spacewatch, Jupiter månen Callirrhoe
Den 9 december 2000 upptäckte han och astronomen Matthew J. Holman, Saturnus månen Albiorix.
Asteroiden 2975 Spahr är uppkallad efter honom.

## Asteroider upptäckta av Timothy B. Spahr
| 6534 Carriepeterson | 24 februari 1995  |
| (7200) 1994 NO      | 8 juli 1994       |
| 7476 Ogilsbie       | 14 april 1993     |
| 7605 Cindygraber    | 21 september 1995 |
| (7783) 1994 JD      | 4 maj 1994        |
| 7784 Watterson      | 5 augusti 1994    |
| 7835 Myroncope      | 16 juni 1993      |
| 7885 Levine         | 17 maj 1993       |
| (8404) 1995 AN      | 1 januari 1995    |
| (8563) 1995 US      | 19 oktober 1995   |
| (8893) 1995 KZ      | 23 maj 1995       |
| (9772) 1993 MB      | 16 juni 1993      |
| 9799 Thronium       | 8 september 1996  |
| (10187) 1996 JV     | 12 maj 1996       |
| (10862) 1995 QE2    | 26 augusti 1995   |
| 11596 Francetic     | 26 maj 1995       |
| 12008 Kandrup       | 11 oktober 1996   |
| (12404) 1995 QW3    | 31 augusti 1995   |
| (13155) 1995 SB1    | 19 september 1995 |
| (13617) 1994 YA2    | 29 december 1994  |

| (14472) 1993 SQ14    | 22 september 1993 |
| (16708) 1995 SP1     | 21 september 1995 |
| 17601 Sheldonschafer | 19 september 1995 |
| 17602 Dr. G.         | 19 september 1995 |
| (17609) 1995 UR      | 18 oktober 1995   |
| (17633) 1996 JU      | 11 maj 1996       |
| (17644) 1996 TW8     | 10 oktober 1996   |
| (18513) 1996 TS5     | 7 oktober 1996    |
| (21228) 1995 SC      | 20 september 1995 |
| (21268) 1996 KL1     | 22 maj 1996       |
| 22449 Ottijeff       | 1 november 1996   |
| 24827 Maryphil       | 2 september 1995  |
| (26167) 1995 SA1     | 18 september 1995 |
| (30980) 1995 QU3     | 31 augusti 1995   |
| (30981) 1995 SJ4     | 25 september 1995 |
| (32859) 1993 EL      | 15 mars 1993      |
| (32896) 1994 NM2     | 12 juli 1994      |
| (37652) 1994 JS1 [A] | 4 maj 1994        |
| (37721) 1996 TX8     | 10 oktober 1996   |
| (39646) 1995 SK4     | 26 september 1995 |

| (43891) 1995 SQ1                               | 21 september 1995 |
| (46678) 1996 TZ8                               | 12 oktober 1996   |
| (48717) 1996 RR5                               | 15 september 1996 |
| (52471) 1995 SG4                               | 26 september 1995 |
| (52529) 1996 RQ                                | 7 september 1996  |
| 58373 Albertoalonso                            | 19 september 1995 |
| (65813) 1996 TT5                               | 7 oktober 1996    |
| (69405) 1995 SW48                              | 30 september 1995 |
| (69410) 1995 UB3                               | 23 oktober 1995   |
| (73762) 1994 LS                                | 3 juni 1994       |
| (85332) 1995 SH4                               | 29 september 1995 |
| 96268 Tomcarr                                  | 20 september 1995 |
| (134372) 1995 SB4                              | 25 september 1995 |
| (136704) 1995 TW                               | 13 oktober 1995   |
| (174368) 2002 UR9                              | 29 oktober 2002   |
| (178338) 1995 UT6                              | 19 oktober 1995   |
| (189796) 2002 GL2                              | 7 april 2002      |
| (207975) 1996 TY8                              | 12 oktober 1996   |
| Upptäckt tillsammans med: A C. W. Hergenrother |                   |